# Agiulfo
Agiulfo, Aguiulfo o Agriwulfo (? - 457), fue rey de los suevos desde 456 hasta su muerte. Tras la muerte de Requiario en 456, usurpó el trono y gobernó Gallaecia.

## Biografía
De posible origen visigodo (el cronista godo Jordanes no le considera un godo, sino un warno, mientras Hidacio afirma que Agiulfo desertó de los godos para asentarse en Gallaecia), era lugarteniente del rey Teodorico II, por el que fue colocado en Mérida con un ejército visigodo para vigilar las incursiones suevas, tras la derrota de los suevos en la batalla del río Órbigo. Ante el vacío de poder, se nombró rey de los suevos.
Nefasto personaje que cometió todo tipo de tropelías, entre ellas el asesinato de Censorio en Sevilla (448), lo que dio lugar a la sublevación de suevos e hispanorromanos.
Tras sublevarse contra Teodorico, en un intento de quedarse con el poder en Gallaecia, es capturado y ejecutado a manos de Maldras, en junio del año 457 en el Castro do Porto, dejando al reino suevo sumido en una sangrienta guerra civil.[cita requerida]
| Predecesor: Requiario | Rey de los Suevos 456 - 457 | Sucesor: Frantán (Norte del Reino) Maldras (Sur del Reino) |